# Windows Live Devices
 (septembre 2020).
Si vous disposez d'ouvrages ou d'articles de référence ou si vous connaissez des sites web de qualité traitant du thème abordé ici, merci de compléter l'article en donnant les références utiles à sa vérifiabilité et en les liant à la section « Notes et références ».
Windows Live Devices est un service d'administration en ligne, partie intégrante de la branche Windows Live, permettant aux utilisateurs la synchronisation et l'accès des fichiers issu de leur ordinateur (images, musiques, etc). Windows Live Devices permet également aux utilisateurs d'accéder à distance à leur ordinateur par le biais d'Internet en utilisant un navigateur web.
Ce service est issu de Windows Live Mesh et permet ainsi la synchronisation des fichiers et dossiers. Windows Live Devices a été mis en ligne le 24 juin 2010.